# Wymondham
Wymondham är en stad och en civil parish i Storbritannien. Den ligger i grevskapet Norfolk och riksdelen England, i den sydöstra delen av landet, 140 km nordost om huvudstaden London. Orten hade 12 539 invånare 2001.